# Distretto di Poltár
Il distretto di Poltár (okres Poltár) è un distretto della regione di Banská Bystrica, nella Slovacchia centrale.
Fino al 1918, il distretto era diviso tra le contee ungheresi di Nógrád e Gemer a Malohont.

## Geografia antropica
Il distretto è composto da 1 città e 21 comuni:

### Città
- Poltár

### Comuni
- Breznička
- Cinobaňa
- České Brezovo
- Ďubákovo
- Hradište
- Hrnčiarska Ves
- Hrnčiarske Zalužany
- Kalinovo
- Kokava nad Rimavicou
- Krná
- Málinec

- Mládzovo
- Ozdín
- Rovňany
- Selce
- Sušany
- Šoltýska
- Uhorské
- Utekáč
- Veľká Ves
- Zlatno